# SB-612,111
SB-612,111 es un receptor opioide que es un antagonista potente y selectivo del receptor de nociceptina (ORL-1), varias veces más potente que el antiguo fármaco J-113,397. No tiene efectos analgésicos por derecho propio, pero previene el desarrollo de hiperalgesia, y también muestra efectos antidepresivos en estudios con animales.